# 長崎市立山里中学校
長崎市立山里中学校（ながさきしりつやまざとちゅうがっこう、Nagasaki City Yamazato Junior High School）は、長崎県長崎市高尾町にある公立中学校。略称「山中」（やまちゅう）。

## 概要
歴史
1947年（昭和22年）の学制改革により開校した。
信条
- 「自分を支えるものは自分である」
- 「みんなはひとりのために、ひとりはみんなのために」

教育目標
「知性と社会性に富み、心豊かで、たくましく生き抜く生徒を育てる」
校章
旧制・瓊浦中学校の帽章を継承し、校地に多かった柏の葉にペンをあしらい「中」の文字を入れたものである。
校歌
作詞は松熊秀夫、作曲は長岡卯太郎（編曲 - 太田哲）によるもの。最後に校名の「山里中学校」が登場する。
校区
- 長崎市立山里小学校区
- 長崎市立高尾小学校区
- 長崎市立坂本小学校区[1]。

## 沿革
- 1947年（昭和22年）4月1日 - 学制改革（六・三制の実施）が行われる。
  - 山里国民学校の初等科が改組され、長崎市立山里小学校となる。
  - 山里国民学校の高等科が改組され、新制中学校「長崎市立山里中学校」（現校名）となる。当面の間、小学校に併設の形をとる。
  - 長崎県立瓊浦中学校併設中学校（在校生が2・3年生の男子のみ）が併設される。
- 1948年（昭和23年）
  - 4月1日 - 併設の長崎県立瓊浦中学校併設中学校が学制改革（六・三・三制の実施）による新制高等学校発足に伴い、「長崎県立瓊浦高等学校併設中学校」に改称。
  - 11月30日 - 長崎市内の公立高等学校の統合・再編[2]により、長崎県立瓊浦高等学校併設中学校との併設を解消。
- 1952年（昭和27年）7月20日 - 現在地に新校舎が完成し、小学校との併設を解消。
- 1964年（昭和39年）
  - 1月8日 - チャイムを鳴らさずに時間を守る取り組みを開始。
  - 4月1日 - 本尾分校を長崎市立江平中学校へ移管。
- 1967年（昭和42年）2月18日 - 新体育館が完成。
- 1988年（昭和63年）- 広島市立翠町中学校[3]と平和交流会を開始。
- 1992年（平成4年）- 第22回全日本中学校バレーボール選手権大会（女子）で優勝
- 2014年（平成26年）- 映画「くちびるに歌を」に当時の本校女子生徒達が下記の夏服姿でNHK全国学校音楽コンクール長崎県大会参加校のうちの一校という設定でエキストラとして映画終盤のシーンに参加。翌年2015年（平成27年）公開となった。
- 2016年（平成28年）- 第64回全日本吹奏楽コンクール全国大会で金賞受賞。
- 2018年（平成30年）- 長崎原爆犠牲者慰霊平和祈念式典で本校生徒が献水を担当[4]。
- 2021年（令和3年）3月31日 - 長崎市立江平中学校を統合[5]。
- 2022年（令和4年）- 長崎原爆犠牲者慰霊平和祈念式典で本校生徒が献水を担当。
- 2024年（令和6年）4月 - この時の入学生から制服を改定。

## 学校行事
- 体育大会は春（5月）に行われている。
- 2学期には2年生の職場体験と修学旅行が実施されている。
- 3学期には3年生が平和活動の一環として原爆を題材にした劇を行う。

## 部活動
運動部
- 野球部
- サッカー部
- バスケットボール部
- ソフトテニス部
- バドミントン部
- バレーボール部
- 卓球部
- 陸上部
- 剣道部
- 空手道部
- 新体操部
- 水泳部

文化部
- 吹奏楽部
- コーラス部

同好会
- 美術部

## 制服
- 3年生男子　
  - 冬服は標準的な学生服上下である。
  - 夏服はカッターシャツ、スラックスである。
- 3年生女子　
  - 冬服はブレザー、カッターシャツ、吊りスカートである。
  - 夏服はカッターシャツ、吊りスカートである。

1・2年生の制服
- 令和6年入学生から導入。
- ブレザー型で3年生の女子制服のグレーのイメージを継承したものである[6]。

## 著名な出身者
- 櫻井心那 ‐ プロゴルファー

## 交通アクセス
最寄りの電停
- 長崎電気軌道 平和公園電停下車後、徒歩10～15分。

最寄りのバス停
- 県営バス 山里中学校前下車後すぐ。

最寄りの国道・県道
- 国道206号

## 周辺
- 長崎南山中学校・高等学校
- 長崎市立高尾小学校
- 長崎市立山里小学校
- 如己堂
- 長崎市永井隆記念館
- 長崎信愛幼稚園
- 浦上天主堂
- カトリック長崎大司教館・長崎カトリックセンター・長崎カトリック神学院
- 本原郵便局

## 関連事項
- 長崎県中学校一覧